# Jörg Immendorff
Jörg Immendorff (Bleckede, próximo a Lüneburg, 14 de junho de 1945 — Düsseldorf, 28 de maio de 2007) foi um pintor alemão, além de escultor, cenógrafo e professor de arte.

## Biografia
Estudou na Academia de Arte de Düsseldorf (Kunstakademie Düsseldorf) sob a tutela de Joseph Beuys. Foi expulso dela por causa de suas ações políticas e neo-dadaístas.  Trabalhou por doze anos como professor de arte numa escola pública, e então como um artista livre, viajando por toda Europa, visitando instituições como professor convidado. Em 1989 se tornou professor na Städelschule, em Frankfurt; desde 1996 era professor na Academia de Arte de Düsseldorf – a mesma escola que o havia demitido quando estudante.
Suas pinturas são algumas vezes remanescentes do surrealismo, e quase sempre com um forte simbolismo para transmitir suas ideias políticas. Foi membro do movimento de arte alemão chamado Neue Wilde (Novos Selvagens). Sua série mais famosa “Cafe Deutschland”, composta de dezesseis grandes pinturas iniciou-se em 1977. Nela, Immendorff utiliza freqüentadores de discoteca para simbolizar o conflito entre as Alemanhas Oriental e Ocidental. Desde os anos 1970, trabalhou juntamente com A. R. Penck, de Dresden (Alemanha Oriental). No seu trabalho mais recente, um “macaco pintor” aparece com freqüência, como um comentário irônico sobre o mercado artístico. Nomeou um de seus primeiros e aclamados trabalhos de “Hört auf zu malen!” (Pare de pintar!).
Criou diversos cenários, incluindo dois para o Festival de Salzburgo. Em 1984 abriu o bar La Paloma, próximo a Reeperbahn em Hamburgo, e criou uma grande escultura de bronze de Hans Albers. Contribuiu para o desenho do parque de diversões vanguardista de André Heller “Luna, Luna”, em 1987. Immendorff criou diversas esculturas; um exemplo espetacular de escultura de ferro com 25 metros de altura na forma de um tronco de carvalho, erguida em Riesa, em 1999.
Em 1997 recebeu o maior prêmio beneficente de arte do mundo, o Prêmio MARCO do Museu de Arte Contemporânea em Monterrey, México. No ano seguinte, ganhou a medalha ao mérito (Bundesverdienstkreuz) da República Federal da Alemanha. Segundo consta, é o pintor favorito do ex-chanceler alemão Gerhard Schröder. Seu retrato de Schröder foi revelado ao público em janeiro de 2007; o enorme trabalho tem caráter irônico, mostrando o ex-chanceler em pose heróica, com as cores da bandeira alemã, rodeado de pequenos macacos.
Immendorff usou a mídia habilmente para autopromoção. Em 2000, seu casamento com a estudante búlgara Oda Jaune (sua aluna), 30 anos mais jovem, se tornou um evento público. Os dois tiveram uma filha em agosto de 2001.
Em agosto de 2003, Jörg Immendorff foi pego na suíte de luxo de um hotel em Düsseldorf com sete prostitutas (e mais quatro a caminho) e um pouco de cocaína. Mais cocaína foi descoberta em seu ateliê; no total, as substâncias encontradas continham 6,6 gramas de cocaína pura, acima do limite permitido para consumo pessoal. Nas entrevistas, tentou explicar suas ações com sua doença terminal e como uma expressão de seu “orientalismo”, que fornecia inspiração para seu trabalho. Ele também se queixou sobre as prostitutas “que não entendem que uma boa prostituta não divulga nada sobre seus clientes”. Cooperou com a acusação, admitindo o uso de cocaína desde o início dos anos 1990 e informando o nome de seu fornecedor. No julgamento de julho de 2004, admitiu ter organizado 27 orgias similares entre fevereiro de 2001 e agosto de 2003. Foi sentenciado a 11 meses de liberdade condicional e multado em 150,000 Euros. A pena branda foi justificada pela doença de Immendorff e sua extensiva confissão. Ele foi suspenso de seu cargo na universidade, mas reintegrado após o veredicto.
Em março de 2004, uma mulher tentou chantagear Immendorff, ameaçando divulgar detalhes das orgias. Immendorff notificou a polícia e ela foi presa. Seu julgamento iniciou em setembro de 2004.

## Doença e morte
Immendorff foi diagnosticado com ELA (Esclerose lateral amiotrófica) em 1998. Quando não pôde mais pintar com sua mão esquerda, trocou para a direita. Em 2004 financiou um projeto de pesquisa para a doença.
Em novembro de 2005 foi tratado por médicos da emergência e deu entrada no hospital, onde uma traqueostomia precisou ser executada para ajudá-lo a respirar.
Em 2006, estava vivendo numa cadeira de rodas e não pintava mais; em lugar disso, dirigia os assistentes para pintarem conforme suas instruções.
Em 27 de maio de 2007, com 61 anos de idade, Immendorff finalmente sucumbiu à doença.